# Il palazzo delle pulci
Il palazzo delle pulci è un romanzo della scrittrice turca Elif Şafak.

## Trama
Palazzo Bonbon è un edificio signorile nel centro di Istanbul che negli ultimi decenni ha perso inesorabilmente il proprio splendore. Fu costruito da un aristocratico russo per la moglie, per donarle un po' di quiete che non era mai riuscito a concederle. Il romanzo parla dell'umanità stravagante che vive nel palazzo, tra i quali il narratore, un professore donnaiolo, la misteriosa amante blu, una coppia di parrucchieri gemelli e la misteriosa Madame Zietta.

## Edizioni
- Elif Şafak, Il palazzo delle pulci, traduzione di S.Manzana e L. Martolini, Rizzoli, 2008,  p. 491, ISBN 978-88-17-02176-0.